# Tomás Tueros Trueba
Tomás Tueros Trueba (Vall de Somorrostro, Muskiz, 1932 - 29 de març de 2016) va ser un metal·lúrgic, sindicalista i activista basc.

## Biografia
Nascut el 1932 a la vall de Somorrostro —Muskiz—, a Biscaia, va ser inscrit inicialment en el registre civil pels seus pares com a Progreso Tueros. El seu poble va ser un lloc de gran conflictivitat per les lluites obreres durant la Segona República Espanyola, motiu pel qual el seu pare, militant del Partit Comunista i la UGT, va ser empresonat en múltiples ocasions a la presó de Larrinaga així com al buc presó Altunamendi. Després de la Guerra Civil, arribada la postguerra franquista, el seu pare romandria una altra temporada a la presó.
En 1945 tota la família es trasllada a Sestao, on entra a treballar a La Naval de Sestao als 14 anys, i viu la seva primera vaga als set dies de començar a treballar-hi, l'1 de maig de 1947. Als pocs anys entra a formar part del PCE en la seva delegació basca, el Partit Comunista d'Euskadi, passant a ser un dels seus dirigents. En estar fitxat per les autoritats a causa de la seva militància, era periòdicament detingut: 
| « | Des de 1963 a 1975, tots els primers de maig els he passat a la presó. Venien a buscar-me a casa uns dies abans i em deixaven anar després | » |

Més tard, el 1976, va ser un dels fundadors del sindicat Comissions Obreres, sent el Secretari General de Comissions Obreres d'Euskadi des de 1978 fins a 1987. En 1985 Tueros abandona el PCE al costat de Santiago Carrillo, passant a militar al Partit dels Treballadors d'Espanya-Unitat Comunista i més tard en el PSE-EE/PSOE, i fou escollit parlamentari basc entre 1993 i 1994.
Novament abandona aquest partit pel seu desacord amb la seva línia política, passant a Unión Progreso y Democracia (UPyD), sent el seu candidat al Senat per Biscaia a les eleccions generals de 2008 i en les de 2011, sense sortir elegit. Així mateix, de manera simbòlica, va tancar la llista d'UPyD per Biscaia a les eleccions al Parlament Basc de 2009 i del 2012; així com a les Juntes Generals de Biscaia de 2011.